# Troy Milam
Troy Milam (* 30. Juni 1980 in Lake Orion, Michigan) ist ein ehemaliger US-amerikanischer Eishockeyspieler, der unter anderem für die den EC Red Bull Salzburg und die Vienna Capitals in der Erste Bank Eishockey-Liga sowie für die Iserlohn Roosters in der Deutschen Eishockey Liga spielte.

## Karriere
Milam spielte von 1999 bis 2003 vier Jahre lang für das Eishockeyteam der Ferris State University. Später spielte er in der American Hockey League bei den Hershey Bears und in der ECHL bei den Gwinnett Gladiators. Von 2008 bis 2010 stand er bei den finnischen Vereinen Tampereen Ilves und Porin Ässät in der SM-liiga unter Vertrag. Nach zwei Jahren in der tschechischen Extraliga beim HC Sparta Prag wurde er im Juli 2013 vom EC Red Bull Salzburg aus der Österreichischen Eishockey-Liga unter Vertrag genommen. Nach zwei Jahren wechselte Milam im Juni 2015 zu den Vienna Capitals. Nach einer Saison in Wien unterzeichnete er im Juni 2016 einen Jahresvertrag bei den Iserlohn Roosters aus der Deutschen Eishockey Liga. Anschließend ließ er seine Karriere, mit einer kurzen Unterbrechung beim HK Nitra in der slowakischen Extraliga, wo er mit seinem Bruder Jamie Milam in einem Team spielte, in der Asia League Ice Hockey ausklingen.

## Erfolge und Auszeichnungen
- 2003 CCHA Second All-Star Team
- 2006 ECHL First All-Star Team
- 2015 Österreichischer Meister mit dem EC Red Bull Salzburg
- 2019 ALIH First All-Star Team

## Karrierestatistik
(Legende zur Spielerstatistik: Sp oder GP = absolvierte Spiele; T oder G = erzielte Tore; V oder A = erzielte Assists; Pkt oder Pts = erzielte Scorerpunkte; SM oder PIM = erhaltene Strafminuten; +/− = Plus/Minus-Bilanz; PP = erzielte Überzahltore; SH = erzielte Unterzahltore; GW = erzielte Siegtore; 1 Play-downs/Relegation; Kursiv: Statistik nicht vollständig)